# Kanton Lanester
Kanton Lanester (francouzsky Canton de Lanester) je francouzský kanton v departementu Morbihan v regionu Bretaň. Tvoří ho pouze obec Lanester.